# رجب ایودیک ۳
رجب ایودیک ۳ (به ترکی استانبولی: Recep İvedik 3) یک فیلم کمدی محصول سال ۲۰۱۰ سینمای ترکیه به کارگردانی توگان گوکباکار با بازی شاهان گوکباکار در نقش رجب که در تلاش برای مبارزه با افسردگی پس از مرگ مادربزرگش است، بازی می‌کند. این فیلم که در ۱۲ فوریه ۲۰۱۰ در سراسر ترکیه اکران شد و پرفروش‌ترین فیلم ترکیه در سال ۲۰۱۰ بود.

## داستان
رجب ایودیک از زمان مرگ مادربزرگش افسرده شده‌است. هر کسی که سعی می‌کند به او کمک کند شکست می‌خورد. دختر جوانی به نام زینب که نمی‌تواند آپارتمانی پیدا کند، نزد رجب می‌ماند. این دو در ابتدا نمی‌توانند یکدیگر را تحمل کنند اما پس از مدتی به هم نزدیک می‌شوند. علیرغم ماجراهای زیاد با هم، افسردگی رجب از بین نمی‌رود و …

## گیشه
این فیلم در سراسر آلمان و اتریش در ۱۱ فوریه ۲۰۱۰ و در سراسر ترکیه در ۱۲ فوریه ۲۰۱۰ در رتبه اول جدول باکس آفیس ترکیه قرار گرفت. در آخر هفته افتتاحیه در سراسر جهان، این فیلم ۸٫۶۶۵٫۸۸۹ دلار فروخت.